# الکساندر بوتکو
الکساندر آناتولویک بوتکو (به روسی: Александр Анатольевич Бутько) (زاده ۱۸ مارس ۱۹۸۶ در گرودنو) بازیکن والیبال اهل روسیه عضو تیم ملی والیبال روسیه و بازیکن فعلی باشگاه لوکوموتیو نووسیبیرسک است. الکساندر در المپیک ۲۰۱۲ به همراه تیم ملی روسیه به مدال طلا دست یافت.